# Aldo Mazzini Sandulli
Aldo Mazzini Sandulli (Napoli, 22 novembre 1915 – Torgiano, 11 febbraio 1984) è stato un giurista e politico italiano.

## Biografia
Laureatosi nel 1937 in giurisprudenza presso l'Università di Napoli, fu allievo e assistente di Ugo Forti. Dal 1939 al 1942 fu professore incaricato di diritto amministrativo presso la facoltà di giurisprudenza dell'università di Urbino. Nel 1942 vinse la cattedra di diritto amministrativo presso la facoltà di giurisprudenza dell'università di Trieste dove rimase fino al 1949.
Chiamato alle armi allo scoppio della Seconda guerra mondiale, fu impegnato sul fronte di Russia come ufficiale dell'11º Raggruppamento Artiglieria di Corpo d'Armata e gli fu attribuita la medaglia d'argento al valor militare. Fu prigioniero dal gennaio 1943 al 7 luglio 1946. Nel 1954 fu nominato giudice dell'Alta Corte per la Regione Siciliana fino al 1957. Successivamente fu nominato giudice costituzionale dal presidente della Repubblica Italiana Giovanni Gronchi il 30 marzo 1957, prestando giuramento il 4 aprile.
Fu Presidente della Corte Costituzionale dal 16 gennaio 1968 al 4 aprile 1969. Durante la sua presidenza la Corte Costituzionale ha emesso pronunce fondamentali, soprattutto in materia di urbanistica.

Aldo Sandulli presiede l'udienza celebrativa per i 12 anni della Corte costituzionale

Cessato dalla Corte costituzionale, fu chiamato dalla facoltà di giurisprudenza presso l'Università La Sapienza di Roma. Dall'anno accademico 1969/70 al 1982/83 fu titolare della cattedra di diritto costituzionale.
È stato presidente della RAI (dall'aprile 1969 al febbraio 1970), membro dell'accademia dei Lincei e presidente del Comitato per le scienze giuridiche del Consiglio Nazionale delle Ricerche.
Nel 1983 fu eletto senatore come indipendente della Democrazia Cristiana e fu vice presidente della commissione "Bozzi" per le riforme istituzionali. La morte improvvisa gli impedì di concludere il mandato, al suo posto subentrò Augusto Del Noce.
Terminata da poco la lettura della sua relazione al Convegno di diritto bancario di Torgiano, veniva stroncato da un improvviso collasso il pomeriggio dell'11 febbraio 1984.
Sposato con Susanna D'Ambrosio, ebbe tre figli: Nicola, Maria Alessandra e Andrea. Nei periodi in cui non era giudice costituzionale, Sandulli svolse con successo l'attività di avvocato.
Il nome di Sandulli era Aldo Mazzini, da molti equivocato in Aldo Maria data l'usanza di Sandulli di abbreviare sempre con M. il secondo nome.

## Opere
Fondò e diresse i periodici Rivista giuridica dell'edilizia e Diritto e società.
Tra le opere monografiche si ricorda il fondamentale volume su Il procedimento amministrativo (1940); il fortunatissimo Manuale di diritto amministrativo (1952); Il giudizio davanti al Consiglio di Stato e ai giudici sottordinati (1964); Il giudici sulle leggi (1967); L'attività normativa della pubblica amministrazione (1970).
Si deve al Sandulli, in particolare, la concezione formale del procedimento amministrativo: in contrapposizione alle precedenti teorie sul procedimento inteso come atto complesso, Sandulli ha suggerito che si debba trattare di una concatenazione di atti, funzionalmente collegati dal fine di emanare un provvedimento. La mancanza di uno degli atti del procedimento produrrebbe conseguenze diverse sul provvedimento (e, significativamente, sulla sua legittimità, sulla sua perfezione e sulla sua efficacia), in relazione alla diversa fase procedimentale in cui avrebbe dovuto essere inserito l'atto mancante.

## Premio Sandulli
Dal 1987 viene assegnato annualmente il "premio Aldo Sandulli", istituito dalla SIAA (Società Italiana degli Avvocati Amministrativisti) in accordo con la famiglia Sandulli per ricordare la figura del giurista. Il premio, consistente in un calamaio d'argento, è stato attribuito per anni ad un avvocato che si sia particolarmente segnalato per la sua attività nel settore della giustizia amministrativa, mentre dal 2016 spetta ad uno studioso di diritto amministrativo e/o di diritto costituzionale che abbia ottenuto nell’anno precedente un particolare riconoscimento.

### Albo d'oro
- 1987 - Giuseppe Abbamonte
- 1988 - Massimo Severo Giannini
- 1989 - Elio Vitucci
- 1990 - Lorenzo Acquarone
- 1991 - Vincenzo Spagnuolo Vigorita
- 1992 - Adriano Pallottino
- 1993 - Franco Gaetano Scoca
- 1994 - Filippo Lubrano
- 1995 - Federico Sorrentino
- 1996 - Giuseppe Minieri
- 1997 - Renato Laschena
- 1998 - Giorgio Zagari
- 1999 - Alberto Romano
- 2000 - Giorgio Berti
- 2001 - Giuseppe Guarino
- 2002 - Carlo Selvaggi
- 2003 - Eugenio Picozza
- 2004 - Cesare Ribolzi
- 2005 - Mario Sanino
- 2006 - Oscar Fiumara
- 2007 - Piero D'Amelio
- 2008 - Luigi Manzi
- 2009 - Antonio Catricalà
- 2010 - Giuseppe Morbidelli
- 2011 - Ignazio Francesco Caramazza
- 2012 - Guido Greco
- 2013 - Vincenzo Cerulli Irelli
- 2014 - Beniamino Caravita di Toritto
- 2015 - Maria Alessandra Sandulli
- 2016 - Massimo Luciani